# Екологічна мережа України
Відповідно до закону України "Про природно-заповідний фонд"  № 2456-XII від 16 червня 1992 року Україна бере участь у міжнародному співробітництві в галузі охорони і використання територій та об'єктів природно-заповідного фонду на основі багатосторонніх та двосторонніх міжнародних угод. Вже в цьому законі було зазначено, що природні території та об'єкти, що підлягають особливій охороні, утворюють єдину територіальну систему і включають території та об'єкти природно-заповідного фонду, курортні та лікувально-оздоровчі, рекреаційні, водозахисні, полезахисні та інші типи територій та об'єктів, що визначаються законодавством України.
В концепції збереження біологічного різноманіття України (№ 439 від 12 травня 1997 року) зазначено, що серед основних напрямів діяльності у сфері збереження біологічного різноманіття є створення національної екологічної мережі з метою відновлення природних середовищ існування дикої флори та фауни, покращання стану збереження окремих компонентів біологічного різноманіття, зміцнення екологічних зв'язків та цілісності екосистем.
Закон України "Про Загальнодержавну програму формування національної екологічної мережі на 2000 - 2015 роки" був прийнятий 21 вересня 2000 року. Ця програма розроблена в контексті вимог щодо подальшого опрацювання, вдосконалення та розвитку екологічного законодавства України, а також відповідно до рекомендацій Всеєвропейської стратегії збереження біологічного та ландшафтного різноманіття щодо питання формування Всеєвропейської екологічної мережі як єдиної просторової системи територій країн Європи з природним або частково зміненим станом ландшафту.
Основною метою Програми є збільшення площі земель країни з природними ландшафтами до рівня, достатнього для збереження їх різноманіття, близького до притаманного їм природного стану, та формування їх територіальної єдиної системи, побудованої відповідно до забезпечення можливості природних шляхів міграції та поширення видів рослин і тварин, яка б забезпечувала збереження природних екосистем, видів рослинного і тваринного світу та їх популяцій.
У Програмі зазначено, що період її реалізація поділяється на два етапи - 2000 - 2005 та 2006 - 2015 роки.
На першому етапі передбачається забезпечити збільшення площі окремих елементів національної екологічної мережі, застосування економічних важелів сприяння їх формуванню на землях усіх форм власності, створення відповідної нормативно-правової бази, здійснення комплексу необхідних наукових досліджень та організаційних заходів.
На другому етапі планується довести площу національної екологічної мережі до рівня, необхідного для забезпечення екологічної безпеки країни, введення в дію сталої системи природоохоронних заходів збереження ландшафтного і біологічного різноманіття.
Закон України "Про екологічну мережу" № 1864-IV був прийнятий 24 червня 2004 року і набрав чинності 1 січня 2005 року. В цьому законі сформульовані основні принципи формування, збереження та використання екомережі. Також в Законі визначені повноваження Кабінету Міністрів України, Ради міністрів Автономної Республіки Крим, спеціально уповноваженого центрального органу виконавчої влади з питань охорони навколишнього природного середовища, екологічної безпеки, заповідної справи, а також гідрометеорологічної діяльності й місцевих органів виконавчої влади та органів місцевого самоврядування у сфері формування, збереження та використання екомережі.
Відповідно до Закону України "Про екомережу" до структурних елементів екомережі відносяться ключові, сполучні, буферні та відновлювані території. Ключові території забезпечують збереження найбільш цінних і типових для даного регіону  компонентів  ландшафтного  та біорізноманіття. Сполучні території  (екокоридори) поєднують між собою ключові території,  забезпечують міграцію  тварин  та  обмін генетичного   матеріалу. Буферні  території забезпечують  захист ключових та сполучних   територій від зовнішніх впливів. Відновлювані території забезпечують формування просторової цілісності екомережі, для яких мають бути виконані першочергові заходи щодо відтворення первинного природного стану.
Перелік  ключових територій екомережі включає території та об'єкти   природно-заповідного   фонду,    водно-болотні    угіддя міжнародного  значення, інші  території,  у межах яких збереглися найбільш цінні природні комплекси. Насамперед це регіони Карпат, Кримських гір, Донецького кряжу, Приазовської височини, Подільської височини, Полісся, витоків малих річок, окремих гирлових ділянок великих річок, прибережно-морської смуги, континентального шельфу тощо.
Перелік буферних зон екомережі включає  території  навколо ключових  територій екомережі,  які запобігають негативному впливу господарської діяльності на суміжних територіях. Це можуть бути не лише природні території екстенсивного використання (пасовища, сіножаті, експлуатаційні ліси, ставки тощо), а й орні території з досить безпечним (зокрема без застосування мінеральних добрив) веденням сільського господарства.
Перелік сполучних територій екомережі включає  території, що забезпечують  зв'язки  між ключовими територіями та цілісність екомережі. Це 3 широтних природних коридори, що забезпечують природні зв'язки зонального характеру:
1. Поліський (лісовий) екокоридор, що охоплює основні болотні масиви, регіони головного водозбору Дніпра з притоками та частково - водозборів Західного Бугу, Південного Бугу, Дністра, Сіверського Дінця; на цій території порівняно багато незмінних ландшафтів.

1. Галицько-Слобожанський (лісостеповий) екокоридор, до якого потрапляють ділянки басейнів усіх рік першої величини, зони Карпатської та Подільської ендемічності, пралісові ділянки - букові та смерекові - в Карпатах, діброви Поділля та Слобожанщини, сосняки Слобожанщини, грабові ліси Розточчя, степові ділянки Опілля, Придніпров'я, реліктові крейдові ценози Сіверського Дінця, рефугіуми реліктових угруповань в Карпатах, на Опілля, Поділлі.

1. Південноукраїнський (степовий) екокоридор, до якого потрапляють клаптики степових ділянок, літоральні та аквальні екосистеми, петрофітні та плавневі ценози, ендеми та релікти Прибужжя, Приазов'я, степового Криму.

Також до сполучних територій екомережі відносяться меридіональні екокоридори, просторово обмежені долинами великих річок - Дніпра, Дунаю, Дністра, Західного Бугу, Південного Бугу, Сіверського Дінця, які об'єднують водні та заплавні ландшафти - шляхи міграції численних видів рослин і тварин.
Окремий природний коридор, що має міжнародне значення, формує ланцюг прибережно-морських природних ландшафтів Азовського і Чорного морів, який оточує територію України з півдня.
Перелік відновлюваних територій екомережі включає території, що являють собою порушені землі, деградовані і малопродуктивні землі  та  землі,  що  зазнали  впливу  негативних процесів та стихійних явищ, інші території, важливі з точки зору формування просторової цілісності екомережі.